# Frédéric Marniquet
Pour les articles homonymes, voir Gauthier.
Frédéric Marniquet, qui signe également sous le pseudonyme de Gauthier, né le 29 juin 1963 à Épernay, est un dessinateur et un scénariste de bande dessinée français.

## Biographie
Marniquet travaille d'abord dans la publicité de 1988 à 2005. Sa première publication est La Bière en 1998. Scott et Hastings paraît dans L'Écho des Savanes. Il rédige ensuite la série Les Mystères en Birmanie, publiée en 2006.

## Œuvre
- Les Affreux, scénario de Philippe Chanoinat et Frédéric Marniquet, dessins de Jean-Christophe Vergne et Denis Grand, 12 bis

1. Dumont Père et Fils, 2012  (ISBN 978-2-356-48229-7)

- La Bière - 8 000 ans d'histoire, Éditions Elikia, 1998  (ISBN 2-911175-21-2)
- Boston Police, scénario de Pascal Boisgibault et Frédéric Marniquet, dessins d'Olivier Jolivet, Clair de Lune

1. L'affaire Pradi, 2010  (ISBN 978-2-353-25244-2)
2. Les martyrs de Salem, 2011  (ISBN 978-2-353-25310-4)

- Buck Danny « Classic », avec Frédéric Zumbiehl (scénario) et Jean-Michel Arroyo (dessin) puis André Le Bras (tome 7)[2]

1. Les Fantômes du soleil levant, 2016
2. L'île du diable, 2017
3. Opération rideau de fer, 2018[3]
4. Alerte rouge, 2019[4]
5. Sea dart, 2020

- Les Démons des Carpathes, scénario de Philippe Chanoinat et Frédéric Marniquet, dessins de Frédéric Marniquet, Delcourt, Machination

1. Le Testament du comte Brasov, 2009  (ISBN 978-2-7560-1800-3)
2. Le Mangeur d'âmes, 2010  (ISBN 978-2-7560-1801-0)

- Les Mystères en Birmanie, sous le pseudonyme de Gauthier, Albin Michel

1. Le Livre de Koush, 2004  (ISBN 2-226-15265-2)
2. La Vallée des ombres, 2006  (ISBN 2-226-15807-3)

- Les Aventures de Paul Darnier, dessins de Philippe Chapelle, Albin Michel

1. La Cité de l'éternel retour, 2005  (ISBN 2-226-15815-4)
2. Les Morsures du désert, 2006  (ISBN 2-226-17547-4)

- Les Aventures de Scott & Hasting, Albin Michel

1. Le Tombeau de Raskhenotep, 2001  (ISBN 2-226-12110-2)[5]
2. Rendez-vous à Dunmhor, 2002  (ISBN 2-226-13217-1)

- Les Aventures de Sean Mac Gregor, Albin Michel

1. La Malédiction des Massaïs, 2003  (ISBN 2-226-13728-9)[6]

- 35 minutes pour sauver Londres, scénario de Bonnot, 12 bis, 2012  (ISBN 978-2-356-48398-0)
- Les Aventures de Jack Bishop, scénario de Philippe Chapelle et Philippe Chanoinat, dessins de Philippe Chapelle et Frédéric Marniquet, Desinge & Hugo & Cie

1. Le Temple de l'épouvante, 2009  (ISBN 978-2-7556-0365-1)
2. Panique sur le Mékong, 2010  (ISBN 978-2-7556-0422-1)

- Bellegarde - Les encres du temps, scénario de Philippe Chanoinat, Ville de Bellegarde-sur-Valserine, 2009  (ISBN 978-2-7466-1451-2)
- La Brigade de l'étrange, scénario de Philippe Chanoinat, Albin Michel

1. Le Fantôme de Ploumanach, 2005  (ISBN 2-226-16677-7)
2. Les Phares de l'épouvante, 2006  (ISBN 2-226-17142-8)
3. Le Mystère des hommes sans têtes, 2006  (ISBN 2-226-17552-0)
4. Le Tombeau des Cathares, 2007  (ISBN 978-2-226-17724-7)

- Les Mystères de Whitechapel, scénario de Philippe Chanoinat, Desinge & Hugo & Cie

1. Terreur sur Londres, 2009  (ISBN 978-2-7556-0362-0)
2. Le Fantôme des Highlands, Annoncé jamais publié

- Les Archives secrètes de Sherlock Holmes, scénario de Philippe Chanoinat, 12 bis

1. Retour à Baskerville Hall, 2011  (ISBN 978-2-356-48230-3)
2. Le Club de la mort, 2012  (ISBN 978-2-356-48379-9)
3. Les adorateurs de Kali, 2013  (ISBN 978-2-356-48459-8)
4. L'ombre d'Arsène Lupin 2017  (ISBN 9782344001622)

- Les Zenvahisseurs, scénario de Philippe Chanoinat et Laurent Gerra, Albin Michel, 2007  (ISBN 978-2-226-14445-4)
- Bloody Words, avec Jean-Blaise Djian (scénario), Alain Paillou (dessins) et Tatiana Domas (couleurs), Éditions Cerises & Coquelicots :

1. Cauchemars, 2017  [7]